# یازگاژو
یازگاژو (به لاتین: Jazgarzew) یک روستا در لهستان است که در گمینا پیاسچنو واقع شده‌است.